# Comme une image
Comme une image (br: Questão de Imagem; pt: Olhem Para Mim) é um filme de drama feito em 2004, dirigido por  Agnès Jaoui. O filme ganhou o prêmio de Melhor Filme no Festival de Cannes 2004.

## Sinopse
A protagonista, Lolita Cassard, carece de confiança, porque ela não se parecem com as mulheres que enchem as páginas revistas de moda por estar acima do peso. Seu pai, Étienne Cassard, é um respeitado escritor, mas raramente entende os sentimentos dos outros, só pensa em si mesmo e se preocupa com envelhecimento. Enquanto isso, Pierre Millet, um escritor, duvida que um dia vai ser um sucesso. Sua esposa Sylvia Millet, professora de canto, acredita no talento se deu marido mas duvida de si mesma e de sua aluna Lolita. Mas quando Sylvia descobre que o pai de sua aluna é  Étienne, passa a acreditar na possibilidade de iniciar o sucesso de seu marido através de Étienne.

## Elenco
- Marilou Berry - Lolita Cassard
- Jean-Pierre Bacri - Étienne Cassard
- Agnès Jaoui - Sylvia Millet
- Laurent Grévill - Pierre Millet
- Keine Bouhiza - Sébastien
- Virginie Desarnauts - Karine
- Grégoire Oestermann - Vincent
- Serge Riaboukine - Félix
- Michèle Moretti - Édith
- Jean-Pierre Lazzerini - Motorista de táxi